# Sebastian Andersson
Sebastian Andersson (15 juli 1991) is een Zweeds voetballer die doorgaans als aanvaller speelt. Hij verruilde FC Kaiserslautern in juli 2018 voor Union Berlin. Andersson debuteerde in 2017 in het Zweeds voetbalelftal.

## Carrière
Andersson begint zijn voetballoopbaan bij Ängelholms FF. Met zijn prestaties trekt de aanvaller de aandacht van Kalmar FF, dat hem in 2012 overneemt van Ängelholms. In drie seizoenen weet Andersson echter geen basisplaats te veroveren bij Kalmar, waarop de spits de overstap maakt naar Djurgårdens IF.. Na twee seizoenen verruilt hij Djurgårdens voor landskampioen IFK Norrköping. Vlak voor het sluiten van de transfermarkt op 31 augustus 2017 tekent Andersson bij het Duitse 1. FC Kaiserslautern. Na een goed seizoen met dertig wedstrijden en twaalf goals vertrekt hij in de zomerperiode van 2018 naar Union Berlin.

## Clubstatistieken
|                 |                      |                 | Competitie | Competitie | Beker                   | Beker                   | Europees | Europees | Totaal | Totaal |
| Seizoen         | Club                 | Competitie      | Weds       | Goals      | Weds                    | Goals                   | Weds     | Goals    | Weds   | Goals  |
| Zweden          | Zweden               | Zweden          | Competitie | Competitie | Svenska Cupen/DFB Pokal | Svenska Cupen/DFB Pokal | Europe   | Europe   | Total  | Total  |
| --------------- | -------------------- | --------------- | ---------- | ---------- | ----------------------- | ----------------------- | -------- | -------- | ------ | ------ |
| 2010            | Ängelholms FF        | Superettan      | 22         | 5          | —                       | —                       | —        | —        | 22     | 5      |
| 2011            | Ängelholms FF        | Superettan      | 28         | 12         | —                       | —                       | —        | —        | 28     | 12     |
| 2012            | Kalmar FF            | Allsvenskan     | 25         | 1          | —                       | —                       | 6        | 1        | 31     | 2      |
| 2013            | Kalmar FF            | Allsvenskan     | 15         | 0          | 3                       | 2                       | —        | —        | 18     | 2      |
| 2014            | Kalmar FF            | Allsvenskan     | 12         | 2          | —                       | —                       | —        | —        | 12     | 2      |
| 2014            | Djurgårdens IF       | Allsvenskan     | 13         | 6          | 1                       | 1                       | —        | —        | 14     | 7      |
| 2015            | Djurgårdens IF       | Allsvenskan     | 22         | 7          | —                       | —                       | —        | —        | 22     | 7      |
| 2016            | Djurgårdens IF       | Allsvenskan     | —          | —          | 3                       | 2                       | —        | —        | 3      | 2      |
| 2016            | IFK Norrköping       | Allsvenskan     | 30         | 14         | —                       | —                       | 2        | 3        | 32     | 17     |
| 2017            | IFK Norrköping       | Allsvenskan     | 21         | 6          | 7                       | 2                       | 2        | 3        | 27     | 10     |
| 2017/18         | 1. FC Kaiserslautern | 2.Bundesliga    | 29         | 12         | 1                       | 0                       | —        | —        | 30     | 12     |
| 2018-           | 1. FC Union Berlin   | 2.Bundesliga    | 9          | 4          | 1                       | 0                       | —        | —        | 10     | 4      |
| Carrière totaal | Carrière totaal      | Carrière totaal | 226        | 69         | 16                      | 7                       | 10       | 7        | 249    | 82     |

## Interlandcarrière
In zijn eerste seizoen voor IFK Norrköping scoorde Andersson veertien keer. Het leverde hem een invitatie op voor het Zweeds voetbalelftal. In januari 2017 reisde hij mee naar Abu Dhabi voor oefeninterlands tegen Ivoorkust en Slowakije. Andersson debuteerde tegen Ivoorkust. Vier dagen later maakte hij tegen Slowakije zijn eerste twee doelpunten voor Zweden.